# كلايد روكر
كلايد روكر (بالإنجليزية: Clyde Rucker)‏ هو شخصية أعمال أمريكي، ولد في 23 مايو 1963 في فورت سيل ‏ في الولايات المتحدة.